# Championnat des Antilles néerlandaises de football 1983 (hiver)
Navigation
Saison précédente Saison suivante
Le tournoi d'hiver 1983 du Championnat des Antilles néerlandaises de football est la vingt-et-unième édition de la Kopa Antiano, le championnat des Antilles néerlandaises. Les deux meilleures équipes d'Aruba, de Bonaire et de Curaçao se rencontrent lors d'un tournoi inter-îles. Du fait du décalage de la phase finale du printemps à l'hiver, c'est donc le second tournoi disputé au cours de l'année 1983.
Le tournoi s'articule en deux phases :
- Un premier tour oppose en matchs aller-retour un champion d'une île au vice-champion d'une autre île. Le vainqueur se qualifie pour les demi-finales ainsi que le meilleur club parmi les trois perdants.
- Les quatre équipes qualifiées pour la phase finale s'affrontent en matchs aller-retour à élimination directe.

C'est le Sport Unie Brion-Trappers, tenant du titre, qui est à nouveau sacré cette saison après avoir battu le SV Victory Boys. Il s’agit du quatrième titre de champion des Antilles néerlandaises de l’histoire du club.
Le vainqueur de la Kopa Antiano et le finaliste se qualifient pour la Coupe des champions de la CONCACAF 1984.

## Compétition
Le barème utilisé pour établir le classement est le suivant :
- Victoire : 2 points
- Match nul : 1 point
- Défaite : 0 point

### Championnat d'Aruba

#### Phase régulière
| Rang | Équipe               | Pts | J  | G | N | P  | Bp | Bc | Diff |
| ---- | -------------------- | --- | -- | - | - | -- | -- | -- | ---- |
| 1    | SV DakotaT           | 21  | 15 | 8 | 5 | 2  | 20 | 10 | +10  |
| 2    | SV Racing Club Aruba | 18  | 15 | 7 | 4 | 4  | 15 | 11 | +4   |
| 3    | SV La Fama           | 16  | 15 | 6 | 4 | 5  | 24 | 18 | +6   |
| 4    | SV Estrella          | 16  | 15 | 6 | 4 | 5  | 19 | 21 | -2   |
| 5    | San Luis Deportivo   | 14  | 15 | 4 | 6 | 5  | 18 | 18 | 0    |
| 6    | SV Bubali            | 5   | 15 | 0 | 5 | 10 | 10 | 28 | -18  |

|  | Qualification pour la phase finale               |
|  | Participation au barrage de promotion-relégation |
|  | T : Tenant du titre                              |

#### Phase finale
|  | Demi-finales         | Demi-finales        | Demi-finales         | Demi-finales         |                       |   | Finale                          | Finale                          | Finale                          | Finale                          |
|  |                      |                     |                      |                      |                       |   |                                 |                                 |                                 |                                 |
|  | 4 et 8 octobre 1983  | 4 et 8 octobre 1983 | 4 et 8 octobre 1983  | 4 et 8 octobre 1983  |                       |   | 30 octobre et 1er novembre 1983 | 30 octobre et 1er novembre 1983 | 30 octobre et 1er novembre 1983 | 30 octobre et 1er novembre 1983 |
|  | SV Racing Club Aruba |                     |                      |                      |                       |   | 30 octobre et 1er novembre 1983 | 30 octobre et 1er novembre 1983 | 30 octobre et 1er novembre 1983 | 30 octobre et 1er novembre 1983 |
|  |                      |                     |                      |                      |                       |   | 30 octobre et 1er novembre 1983 | 30 octobre et 1er novembre 1983 | 30 octobre et 1er novembre 1983 | 30 octobre et 1er novembre 1983 |
|  | SV Estrella          |                     |                      |                      |                       |   | 30 octobre et 1er novembre 1983 | 30 octobre et 1er novembre 1983 | 30 octobre et 1er novembre 1983 | 30 octobre et 1er novembre 1983 |
|  | SV Dakota            | SV Dakota           | 1                    | 1                    |                       |   |                                 |                                 |                                 |                                 |
|  | SV Dakota            | SV Dakota           | 1                    | 1                    | 15 et 18 octobre 1983 |   |                                 |                                 |                                 |                                 |
|  |                      |                     | SV Racing Club Aruba | SV Racing Club Aruba | 1                     | 1 |                                 |                                 |                                 |                                 |
|  | SV Dakota            | SV Dakota           | SV Racing Club Aruba | SV Racing Club Aruba | 1                     | 1 | 1                               | 2                               |                                 |                                 |
|  | SV Dakota            | SV Dakota           |                      |                      |                       |   |                                 | 2                               |                                 |                                 |
|  | SV La Fama           | SV La Fama          | 1                    | 1                    |                       |   |                                 |                                 |                                 |                                 |
|  | SV La Fama           | SV La Fama          | 1                    | 1                    |                       |   |                                 |                                 |                                 |                                 |

- La finale aller est arrêtée sur le score de 1-1, après l'agression d'un arbitre par le SV Racing Club Aruba. La rencontre est donnée gagnante au SV Dakota. Les deux clubs se qualifient pour la Kopa Antiano.

### Championnat de Bonaire
- Le SV Uruguay est sacré champion de Bonaire devant le SV Estrellas. Les deux clubs se qualifient pour la Kopa Antiano.

### Championnat de Curaçao

#### Phase régulière
| Rang | Équipe                     | Pts | J  | G  | N  | P  | Bp | Bc | Diff |
| ---- | -------------------------- | --- | -- | -- | -- | -- | -- | -- | ---- |
| 1    | Sport Unie Brion-TrappersT | 34  | 21 | 14 | 6  | 1  | 27 | 7  | +20  |
| 2    | CRKSV Jong Holland         | 25  | 21 | 8  | 9  | 4  | 24 | 14 | +10  |
| 3    | SV Victory Boys            | 22  | 21 | 9  | 4  | 8  | 20 | 20 | 0    |
| 4    | Union Deportivo Banda Abou | 20  | 21 | 5  | 10 | 6  | 26 | 24 | +2   |
| 5    | Hubentut KorsouP           | 19  | 21 | 6  | 7  | 8  | 18 | 22 | -4   |
| 6    | CRKSV Jong Colombia        | 17  | 21 | 4  | 9  | 8  | 20 | 26 | -6   |
| 7    | RKVFC Sithoc               | 16  | 21 | 5  | 6  | 10 | 14 | 25 | -11  |
| 8    | RKSV Scherpenheuvel        | 15  | 21 | 5  | 5  | 11 | 18 | 29 | -11  |

|  | Qualification pour la phase finale                 |
|  | Relégation directe en Tweede Divisie               |
|  | T : Tenant du titre P : Promu de deuxième division |

#### Phase finale
|  | Demi-finales                   | Demi-finales                   | Demi-finales             | Demi-finales             |                            |                            | Finale                 | Finale                 | Finale                 | Finale                 |
|  |                                |                                |                          |                          |                            |                            |                        |                        |                        |                        |
|  | 2, 6 et 10 novembre 1983       | 2, 6 et 10 novembre 1983       | 2, 6 et 10 novembre 1983 | 2, 6 et 10 novembre 1983 |                            |                            | 14 et 16 novembre 1983 | 14 et 16 novembre 1983 | 14 et 16 novembre 1983 | 14 et 16 novembre 1983 |
|  | Union Deportivo Banda Abou     | Union Deportivo Banda Abou     | 2                        | 0 [1 (4)]                |                            |                            | 14 et 16 novembre 1983 | 14 et 16 novembre 1983 | 14 et 16 novembre 1983 | 14 et 16 novembre 1983 |
|  | Union Deportivo Banda Abou     | Union Deportivo Banda Abou     | 2                        | 0 [1 (4)]                |                            |                            | 14 et 16 novembre 1983 | 14 et 16 novembre 1983 | 14 et 16 novembre 1983 | 14 et 16 novembre 1983 |
|  | Sport Unie Brion-TrappersT tab | Sport Unie Brion-TrappersT tab | 0                        | 1 [1 (5)]                |                            |                            | 14 et 16 novembre 1983 | 14 et 16 novembre 1983 | 14 et 16 novembre 1983 | 14 et 16 novembre 1983 |
|  | Sport Unie Brion-TrappersT tab | Sport Unie Brion-TrappersT tab | 0                        | 1 [1 (5)]                | Sport Unie Brion-TrappersT | Sport Unie Brion-TrappersT | 6                      | 0                      |                        |                        |
|  | 4, 9 et 11 novembre 1983       |                                |                          |                          | Sport Unie Brion-TrappersT | Sport Unie Brion-TrappersT | 6                      | 0                      |                        |                        |
|  |                                |                                | SV Victory Boys          | SV Victory Boys          | 3                          | 0                          |                        |                        |                        |                        |
|  | SV Victory Boys                | SV Victory Boys                | SV Victory Boys          | SV Victory Boys          | 3                          | 0                          | 0                      | 0 [1]                  |                        |                        |
|  | SV Victory Boys                | SV Victory Boys                |                          |                          |                            |                            |                        | 0 [1]                  |                        |                        |
|  | CRKSV Jong Holland             | CRKSV Jong Holland             | 0                        | 0 [0]                    |                            |                            |                        |                        |                        |                        |
|  | CRKSV Jong Holland             | CRKSV Jong Holland             | 0                        | 0 [0]                    |                            |                            |                        |                        |                        |                        |

- Le Sport Unie Brion-Trappers et le SV Victory Boys se qualifient pour la Kopa Antiano.

### Kopa Antiano

#### Premier tour
| Équipe 1                   | Résultat | Équipe 2             | Aller | Retour |
| -------------------------- | -------- | -------------------- | ----- | ------ |
| Sport Unie Brion-TrappersT | 3 - 1    | SV Racing Club Aruba | 2 - 0 | 1 - 1  |
| SV Uruguay                 | 4 - 3    | SV Victory Boys      | 0 - 2 | 4 - 1  |
| forfait SV Dakota          | -        | SV Estrellas         | -     | -      |

- Le SV Victory Boys se qualifie pour les demi-finales en tant que meilleur club parmi les trois perdants.
- Le SV Dakota déclare forfait, pour protester contre la suspension de son entraîneur.

#### Phase finale
|  | Demi-finales               | Demi-finales               | Demi-finales          | Demi-finales          |                            |                            | Finale                 | Finale                 | Finale                 | Finale                 |
|  |                            |                            |                       |                       |                            |                            |                        |                        |                        |                        |
|  | 7 et 11 décembre 1983      | 7 et 11 décembre 1983      | 7 et 11 décembre 1983 | 7 et 11 décembre 1983 |                            |                            | 15 et 17 décembre 1983 | 15 et 17 décembre 1983 | 15 et 17 décembre 1983 | 15 et 17 décembre 1983 |
|  | Sport Unie Brion-TrappersT | Sport Unie Brion-TrappersT | 1                     | 3                     |                            |                            | 15 et 17 décembre 1983 | 15 et 17 décembre 1983 | 15 et 17 décembre 1983 | 15 et 17 décembre 1983 |
|  | Sport Unie Brion-TrappersT | Sport Unie Brion-TrappersT | 1                     | 3                     |                            |                            | 15 et 17 décembre 1983 | 15 et 17 décembre 1983 | 15 et 17 décembre 1983 | 15 et 17 décembre 1983 |
|  | SV Uruguay                 | SV Uruguay                 | 2                     | 1                     |                            |                            | 15 et 17 décembre 1983 | 15 et 17 décembre 1983 | 15 et 17 décembre 1983 | 15 et 17 décembre 1983 |
|  | SV Uruguay                 | SV Uruguay                 | 2                     | 1                     | Sport Unie Brion-TrappersT | Sport Unie Brion-TrappersT | 6                      | 1                      |                        |                        |
|  | 6 et 10 décembre 1983      |                            |                       |                       | Sport Unie Brion-TrappersT | Sport Unie Brion-TrappersT | 6                      | 1                      |                        |                        |
|  |                            |                            | SV Victory Boys       | SV Victory Boys       | 2                          | 0                          |                        |                        |                        |                        |
|  | SV Estrellas               | SV Estrellas               | SV Victory Boys       | SV Victory Boys       | 2                          | 0                          | 1                      | 1                      |                        |                        |
|  | SV Estrellas               | SV Estrellas               |                       |                       |                            |                            |                        | 1                      |                        |                        |
|  | SV Victory Boys            | SV Victory Boys            | 1                     | 2                     |                            |                            |                        |                        |                        |                        |
|  | SV Victory Boys            | SV Victory Boys            | 1                     | 2                     |                            |                            |                        |                        |                        |                        |

## Bilan de la saison
| Championnat des Antilles néerlandaises de football 1983 |                                      |
| Champion                                                | Sport Unie Brion-Trappers (4e titre) |
| Qualifications continentales                            |                                      |
| Coupe des champions de la CONCACAF 1984                 | Sport Unie Brion-Trappers            |
| Coupe des champions de la CONCACAF 1984                 | SV Victory Boys                      |
| Promotions et relégations                               |                                      |
| Promus en Kopa Antiano                                  | Aucun                                |
| Relégués                                                | Aucun                                |